# Leonid Vladimirovič Elenin
| 216439 Lyubertsy     | 15 marzo 2009    |
| 257261 Ovechkin      | 31 marzo 2009    |
| 269390 Igortkachenko | 27 agosto 2009   |
| 301522 Chaykin       | 22 marzo 2009    |
| 365756 ISON          | 4 novembre 2010  |
| 382238 Euphemus      | 8 luglio 2011    |
| 591763 Orishut'      | 27 febbraio 2014 |
| 594012 Bulavina      | 27 dicembre 2011 |

Leonid Vladimirovič Elenin (in russo Леонид Владимирович Еленин; 10 agosto 1981) è un astronomo amatoriale russo, di professione matematico.

## Biografia
Ricercatore presso l'istituto di matematica applicata Keldysh dell'Accademia russa delle scienze, risiede a Ljubercy, nella regione di Mosca, ma è conosciuto per la sua partecipazione al Programma ISON grazie al quale ha scoperto numerosi corpi celesti. Osserva anche stelle variabili, le sue osservazioni sono registrate presso l'AAVSO sotto la sigla ELE.
Il Minor Planet Center gli accredita la scoperta di centoventitre asteroidi, effettuate tra il 2008 e il 2015, in parte in collaborazione con Artyom Novičonok e Michael Schwartz. Ha inoltre scoperto le comete non periodiche C/2010 X1 (Elenin) e C/2017 A3 Elenin e le comete periodiche 479P/Elenin, P/2014 X1 Elenin e P/2015 X4 (Elenin).

## Riconoscimenti
Ha ricevuto, assieme ad altri, l'Edgar Wilson Award per il 2011, 2012, 2015 e 2016 .